# Мермешти (Арад)
Мермешти (рум. Mermești) насеље је у Румунији у округу Арад у општини Варфуриле. Oпштина се налази на надморској висини од 308 m.

## Становништво
Према подацима из 2002. године у насељу је живело 221 становника, од којих су сви румунске националности.